# Хрущёв, Леонид Никитович
Леони́д Ники́тович Хрущёв (10 ноября 1917, Юзовка — 11 марта 1943, Думиничский район, Смоленская область, СССР) — советский военный лётчик, гвардии старший лейтенант ВВС (4.04.1942). Сын Н. С. Хрущёва от первого брака (с Е. И. Писаревой). Участвовал в Советско-финской и Великой Отечественной войнах. Погиб в бою.

## Биография

### Ранние годы
Согласно автобиографии, Леонид в 1932 году окончил школу-семилетку, в том же году поступил в школу фабрично-заводского ученичества, и с 17 лет пошёл работать слесарем на завод «Мосрентген».
Член ВЛКСМ с 1937 года.

### Военный лётчик
В 1933 году стал курсантом Балашовской школы пилотов Гражданского воздушного флота, которую закончил в 1937 году. Затем в 1938 году окончил курсы усовершенствования командного состава ВВС в Ульяновске. В 1938 году короткое время работал лётчиком-инструктором на Центральных авиационных курсах в Москве, в том же году переведён на такую же работу в Киев. В феврале 1939 года, добровольно поступив в Красную Армию, был зачислен слушателем подготовительного курса командного факультета Военно-воздушной академии им. Жуковского. В феврале 1940 года переведён в Энгельсскую военную авиационную школу, которую окончил в мае 1940 года.
По утверждению С. А. Микояна, когда началась советско-финская война, Леонид Хрущёв попросился на фронт, и его просьба была удовлетворена. Совершил более тридцати боевых вылетов на самолёте Ар-2, бомбил линию Маннергейма.
С 1940 года служил командиром экипажа бомбардировщика СБ в составе 134-го бомбардировочного авиационного полка 46-й авиационной дивизии (ВВС Московского военного округа), полк базировался в районе Aндрeaполя (Kaлининская oбласть).
С первых чисел июля 1941 года участвовал в Великой Отечественной войне, полк и дивизия воевали в составе ВВС 22-й армии Западного фронта Совершив 12 боевых вылетов, уже 16 июля 1941 года был представлен командиром дивизии к ордену Красного Знамени (награждение не состоялось).
27 июля 1941 года в воздушном бою у железнодорожной станции Изоча самолёт Хрущёва был подбит, Леонид еле дотянул до линии фронта, на нейтральной полосе совершил аварийную посадку, при которой получил тяжёлое ранение ноги, и на год выбыл из строя. Проходил лечение в Куйбышеве, где познакомился со Степаном Микояном.
В феврале 1942 года старший лётчик 134 СБАП Западного фронта лейтенант Хрущёв награждён орденом Красного Знамени за 27 боевых вылетов, бомбёжку артиллерии и танков противника в районе Великих Лук и бомбёжку немецкой переправы в районе Десны, смелость и мужество.
В марте 1942 года выписан из госпиталя и направлен для переподготовки в 3-й отдельный учебно-тренировочный авиационный полк, где прошёл переобучение на истребитель Як-7.

#### Убийство
По воспоминаниям Рады Аджубей (единокровной сестры Леонида) и Степана Микояна, осенью 1942 года Леонид на вечеринке, будучи пьяным и играя в Вильгельма Телля (вместо арбалета использовался пистолет), застрелил из пистолета  моряка, за что, по одним данным, он был осуждён на восемь лет с отбыванием на фронте. По другим данным, инцидент быстро «замяли» без каких-либо судебных инстанций. В той компании, кроме Хрущёва и погибшего моряка, по словам С. А. Микояна, был ещё Рубен Ибаррури (однако Рубен Ибаррури летом 1942 года воевал под Сталинградом, 24 августа был тяжело ранен, а 3 сентября 1942 года скончался в эвакуационном госпитале и на вечеринке не присутствовал). По утверждению тогдашнего заместителя Берии И. А. Серова, ему доложили об инциденте и он посоветовал начальнику УНКВД применить наказание в виде отправки на передовые фронтовые позиции: «Мне было жалко Хрущёва, который находился на Сталинградском фронте, а сын спьяна отколол такой номер. По тем законам допускалось за такое преступление осудить на условный срок с отправкой на передовые позиции. Я посоветовал им вместе с прокурором принять такое решение».
В декабре 1942 года он был направлен в 18-й гвардейский истребительный авиаполк 303-й авиационной истребительной дивизии 1-й воздушной армии (Западный фронт). За три неполных месяца старший лейтенант Хрущёв успел совершить 28 учебных и шесть боевых вылетов, участвовал в трёх воздушных боях.

### Гибель
11 марта 1943 года Хрущёв не вернулся из боевого вылета. Его самолёт был сбит в районе Кожановка—Ясенок—Ашково. По воспоминаниям сопровождавшего его лётчика И. А. Заморина: «Когда FW-190 рванулся на мою машину в атаку, зайдя мне снизу под правое крыло, Лёня Хрущёв, чтобы спасти меня от смерти, бросил свой самолёт наперерез огневому залпу фоккера… После бронебойного удара самолёт Хрущёва буквально рассыпался у меня на глазах!».
Командование 18-го гвардейского истребительного авиационного полка организовало поиски места падения самолёта с воздуха, были запрошены партизаны, но поиски результатов не дали. Спустя полтора месяца Леонид Хрущёв был исключён из списков части как пропавший без вести. 
В июне 1943 года посмертно был награждён орденом Отечественной Войны I степени (был представлен в апреле 1943 года).
Как свидетельствовал переводчик Виктор Суходрев, спустя годы Хрущёв вспоминал о Леониде как о погибшем на войне.

## Личная жизнь
Первая жена Розалия Михайловна Трейвас; брак был недолгим, так как он был аннулирован по личному распоряжению Н. С. Хрущёва, так как дядя Розалии — партфункционер Борис Трейвас — был арестован и расстрелян. В мемуарах Н. Л. Хрущёвой фамилия Розы ошибочно указана как Тревис.
Его второй женой (фактической, с 1939 года; формально брак не был заключён) стала лётчица Любовь Илларионовна Сизых (28 декабря 1912 — 7 февраля 2014). После смерти Леонида Любовь была репрессирована за связь с французским дипломатом, её арестовали по подозрению в шпионаже и отправили в лагеря на пять лет. С 1948 года находилась в ссылке в Казахстане. Окончательно она освободилась в 1956 году, некоторое время была информатором МГБ.
Дочь Юлия Леонидовна Хрущёва (1940—2017), которую после гибели Леонида удочерил Никита Сергеевич, погибла, попав под поезд. 
Мужья дочери: Николай Шмелёв (1936—2014) и Лев Сергеевич Петров (1922—1970), 
2 внучки, дочки от второго брака: Нина Львовна Хрущёва (1963), профессор-политолог в США; Ксения Львовна Хрущёва (1964—2016) — социолог и правозащитник, умерла от рака, есть правнуки.

## Память
Фамилия старшего лейтенанта Хрущёва упоминается на мемориальной доске братского кладбища города Жиздры Жиздринского района Калужской области. По документам высказываются предположения о его захоронении там.

## Конспирологические версии исчезновения Л. Хрущёва
Существуют иные, конспирологические версии исчезновения Леонида Хрущёва. В частности, известна версия В. Удилова, утверждающего, что Леонид по своей воле перелетел к немцам и начал с ними сотрудничать. Затем он, якобы по требованию Сталина, был выкраден спецгруппой СМЕРШ и расстрелян в Москве. Другое предположение — Леонид был приговорён, с ведома Сталина, к высшей мере наказания за другое преступление, подробности которого неизвестны. Этой версии придерживался и лично знакомый с Л. Хрущёвым маршал авиации И. И. Пстыго. Удилов предполагает, что здесь кроется секрет патологической ненависти Никиты Хрущёва к Сталину, и делает весьма далеко идущие выводы: деятельность Никиты Хрущёва после смерти Сталина (десталинизация), расстрел Берии объясняются личной местью за смерть сына. Родственники и сослуживцы Хрущёва неоднократно опровергали эти версии.
Внучка Леонида Нина Хрущёва считает, что дезинформацию о предательстве её деда целенаправленно распространял КГБ, чтобы очернить Никиту Хрущёва после отставки. Существовали публикации, в частности на радио «Свобода», согласно которым внучке Леонида Нине информацию о предательстве Леонида якобы сообщил лично Вячеслав Молотов. Однако сама она в эфире радиостанции «Эхо Москвы» 3 августа 2019 года заявила, что Молотов сказал ей прямо противоположное: что Леонид не был предателем, а погиб в бою.
Герой Советского Союза А. А. Щербаков писал: «В целом концепция „месть Хрущёва Сталину за сына“ явно не проходит. Выступая против культа личности Сталина, Хрущёв имел какие-то другие побудительные мотивы».

## Образ в кино
- Сталинград (фильм, 1989) — в роли Леонида Хрущёва Андрей Смоляков